# Europäisches Hochschulinstitut

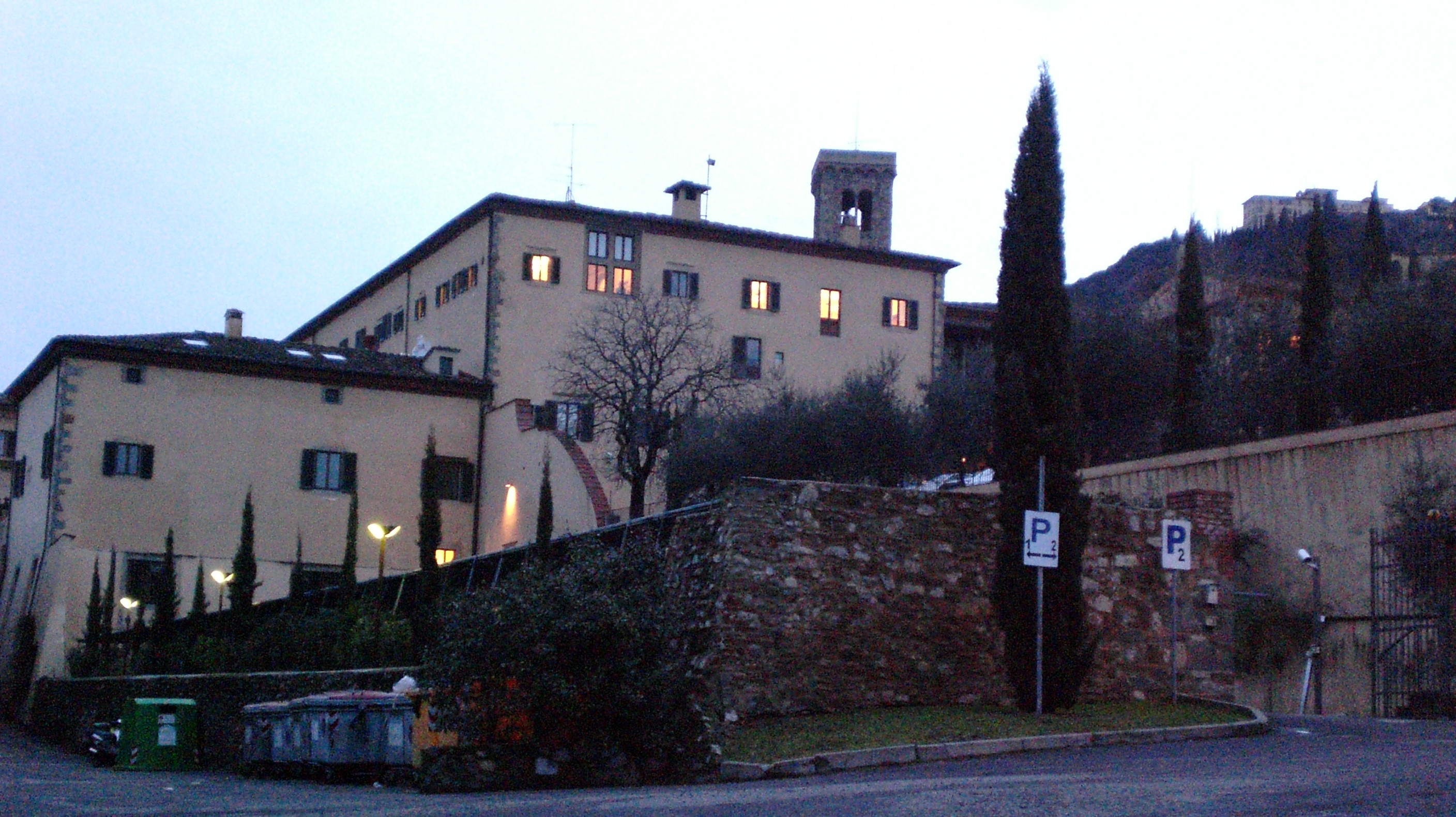
Europäisches Hochschulinstitut

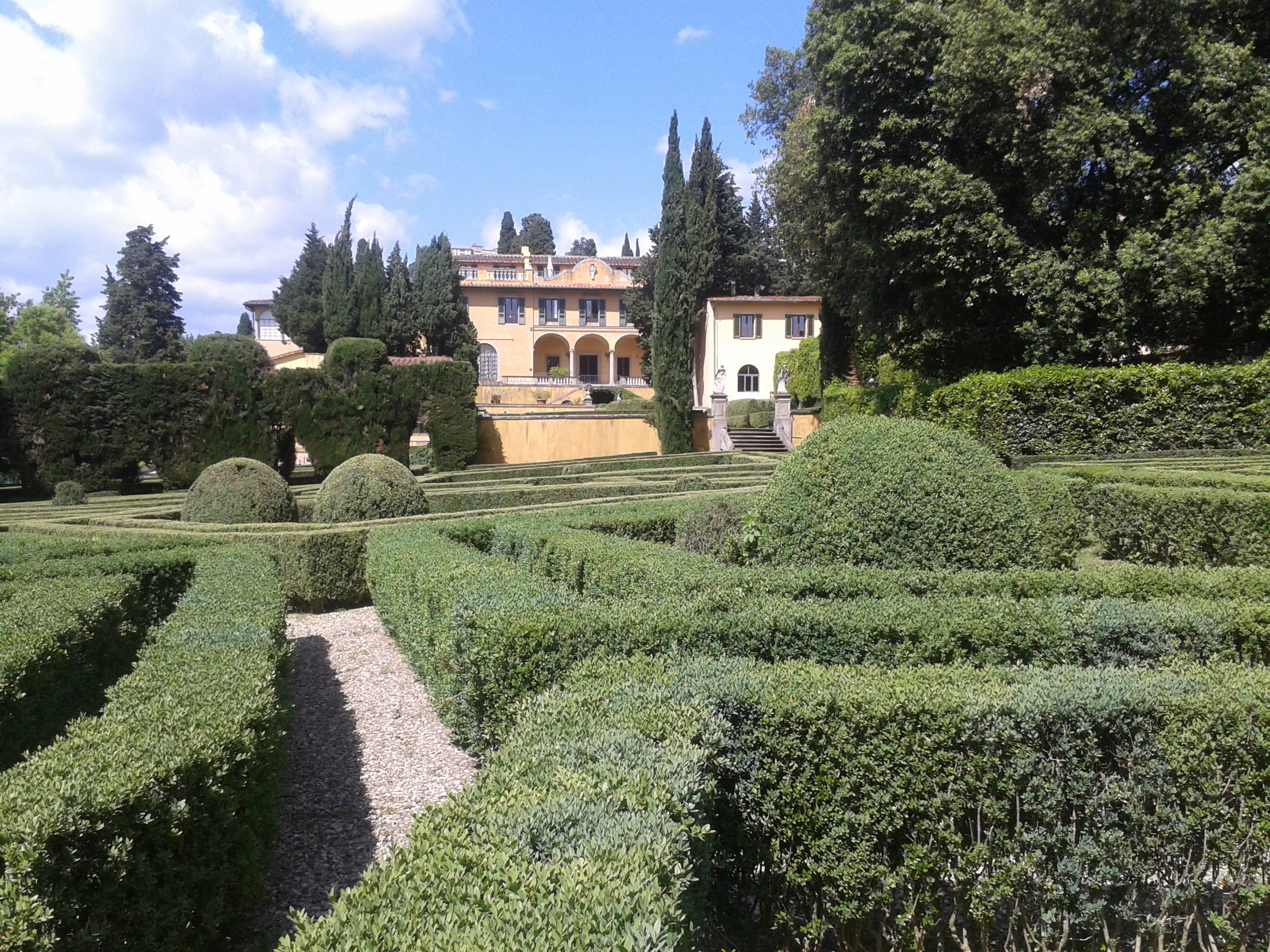
Europäisches Hochschulinstitut

Das European University Institute (auch bekannt als EUI, deutsch: EHI, Europäisches Hochschulinstitut) ist eine internationale Lehr- und Forschungseinrichtung für Postgraduierte und Postdoktoranden und eine unabhängige Einrichtung der Europäischen Union, die von den Mitgliedstaaten gegründet wurde, um zur kulturellen und wissenschaftlichen Entwicklung in den Wirtschafts-, Geschichts-, Rechts-, Politik- und Sozialwissenschaften in einer europäischen Perspektive beizutragen. Das Hochschulinstitut ist eine internationale Organisation. Es befindet sich in verschiedenen Villen und Palästen in und um Florenz.

## Geschichte
Nachdem Pläne für eine europäische Universität, die aus der Anfangszeit der Europäischen Gemeinschaft stammten, verworfen worden waren, einigten sich die Bildungsminister der EG-Mitgliedstaaten 1971 auf die Schaffung eines europäischen Hochschulinstituts anstelle einer Volluniversität. Am 19. April 1972 unterzeichneten alle sechs damaligen EG-Mitgliedstaaten eine Konvention zur Gründung des Hochschulinstituts in Florenz. Der Lehr- und Forschungsbetrieb wurde 1976 aufgenommen. Alle EU-Mitgliedsstaaten außer Kroatien, Tschechien, Ungarn und Litauen sind heute Mitgliedsstaaten der Konvention.

## Studienangebot
Das Hochschulinstitut bietet in den Fächern Rechtswissenschaften, Geschichte („History and Civilization“), Wirtschaftswissenschaften sowie Politik- und Sozialwissenschaften ein vierjähriges Ph.D.-Programm an. Daneben besteht ein einjähriges Master-Studienprogramm in Rechtswissenschaften (Rechtsvergleichung, Europäisches und Internationales Recht). Mitunter wird europäischen Fragen eine besondere Stellung in den Programmen eingeräumt. Doktoranden und Postdoktoranden aus Staaten der EU haben Zugang zu einer Vielzahl von Stipendien. Die Lehrenden werden vorwiegend aus ganz Europa rekrutiert. Trotz seiner Lage auf einem Hügel leicht außerhalb von Florenz in der italienischen Region Toskana ist das Hochschulinstitut als internationale Organisation staatenunabhängig und daher nicht als italienische Universität anzusehen.

## Aufbau
Das Hochschulinstitut besteht aus folgenden Fakultäten:
- Wirtschaftswissenschaften
- Geschichte und Zivilisation
- Recht sowie
- Politik- und Sozialwissenschaften.[12]

Daneben bestehen das interdisziplinäre Robert-Schuman-Zentrum und eine School of Transnational Governance. Professorin Patrizia Nanz hält heute das Amt des Präsidenten.

## Historisches Archiv der Europäischen Union, Florenz
Das Historische Archiv der Europäischen Union (HAEU) sichert das Archivgut der europäischen Institutionen auf Dauer und macht es gemäß der in Europa geltenden 30 Jahresfrist nutzbar. Das HAEU wurde gemäß der Entscheidung Nr. 359/83 der Europäischen Gemeinschaft für Kohle und Stahl (EGKS), der von Euratom und der Europäischen Wirtschaftsgemeinschaft erlassenen Verordnung Nr. 354/83 und der Verordnung Nr. 1700/2003 des Ministerrates der Europäischen Gemeinschaften und von Euratom mit der Aufgabe gegründet, das Aktengut dieser Institutionen öffentlich zugänglich zu machen. Ein 1984 geschlossenes Abkommen zwischen der Kommission der Europäischen Gemeinschaften und dem Europäischen Hochschulinstitut führte zur Gründung des HAEU, welches vom EHI verwaltet wird. Es öffnete 1986 seine Türen.
Zu den Aufgaben des Historischen Archivs der Europäischen Union gehört auch die Sammlung des Schriftguts von Persönlichkeiten, Bewegungen und internationalen Organisationen, die eine wichtige Rolle im europäischen Integrationsprozess eingenommen haben. Es bewahrt mehr als 150 Deposita auf, verfügt über eine Fachsammlung von Büchern und gedruckter Literatur  und hat eine umfangreiche Sammlung von Zeitzeugeninterviews (‚oral history‘). Das HAEU fördert die Forschung zur Geschichte der Europäischen Union und des Integrationsprozesses und unterstützt Transparenz und Öffentlichkeitsarbeit der europäischen Institutionen.

## Persönlichkeiten
- Giuliano Amato (* 1938), ehemaliger Ministerpräsident Italiens
- Ulrich Becker (* 1960), Direktor des Max-Planck-Instituts für Sozialrecht und Sozialpolitik und Honorarprofessor an der LMU München
- Armin von Bogdandy (* 1960), Direktor des Max-Planck-Instituts für ausländisches öffentliches Recht und Völkerrecht
- Gráinne de Búrca, Professorin an der Harvard Law School
- Colin Crouch (* 1944), britischer Politikwissenschaftler und Soziologe
- Donatella della Porta (* 1956), Politikwissenschaftlerin
- Gabriel Felbermayr (* 1976),  Wirtschaftswissenschaftler
- Heinz-Gerhard Haupt (* 1943), Historiker in Ruhestand
- Renaud Dehousse, Professor an der Sciences Po Paris
- Klaus Eder (* 1946), Professor an der Humboldt-Universität Berlin
- Laurent Gamet (* 1973), Professor an der Sciences Po Paris, an der Universität Paris XII und Dekan der juristischen Fakultät Paris-Est
- Stefan Grundmann (* 1958), Professor an der Humboldt-Universität zu Berlin
- Christoph Herrmann (* 1973), Professor an der Universität Passau
- Adrienne Héritier (* 1944), Professor emeritus Department of Political and Social Science EUI
- Klaus Hopt (* 1940), Direktor des Max-Planck-Instituts für ausländisches und internationales Privatrecht
- Pieter M. Judson (* 1956), US-amerikanischer Historiker
- Mattias Kumm (* 1967), Professor an der New York University und am Wissenschaftszentrum Berlin für Sozialforschung
- Miguel Poiares Maduro (* 1967), ehemaliger Generalanwalt am Gerichtshof der Europäischen Gemeinschaften und portugiesischer Minister
- Nina Spälti Giannakitsas, Juristin, Richterin am Bundesverwaltungsgericht
- Armin Steinbach (* 1978 oder 1979), deutscher Wissenschaftler am Nuffield College der University of Oxford und Max-Planck-Institut zur Erforschung von Gemeinschaftsgütern
- Gunther Teubner (* 1944), emeritierter Professor an der Universität Frankfurt
- Neil Walker, Professor an der University of Edinburgh
- Joseph H. H. Weiler (* 1951), Professor an der New York University
- Bruno de Witte, Professor am Robert Schuman Centre for Advanced Studies
- Joachim Wuermeling (* 1960), ehem. Mitglied des Europäischen Parlaments
- Jacques Ziller, Professor an der Università degli Studi di Pavia
- Peter Van den Bossche (* 1959), belgischer Hochschullehrer und Mitglied am Appellate Body der Welthandelsorganisation
- Alexander Stubb (* 1968), Präsident der Republik Finnland